# 郑敬美
郑敬美（1985年7月26日—）是一名韩国女子柔道运动员。她曾参加2008年和2012年两届奥运，其中在2008年北京奥运期间获得一枚铜牌。除此之外，她也曾获得两枚亚运金牌。